# Acanthoscurria turumban
Acanthoscurria turumban là một loài nhện trong họ Theraphosidae.
Loài này thuộc chi Acanthoscurria. Acanthoscurria turumban được miêu tả năm 2010 bởi Rodríguez-Manzanilla & Bertani.